# The Marionettes (pel·lícula de 1918)

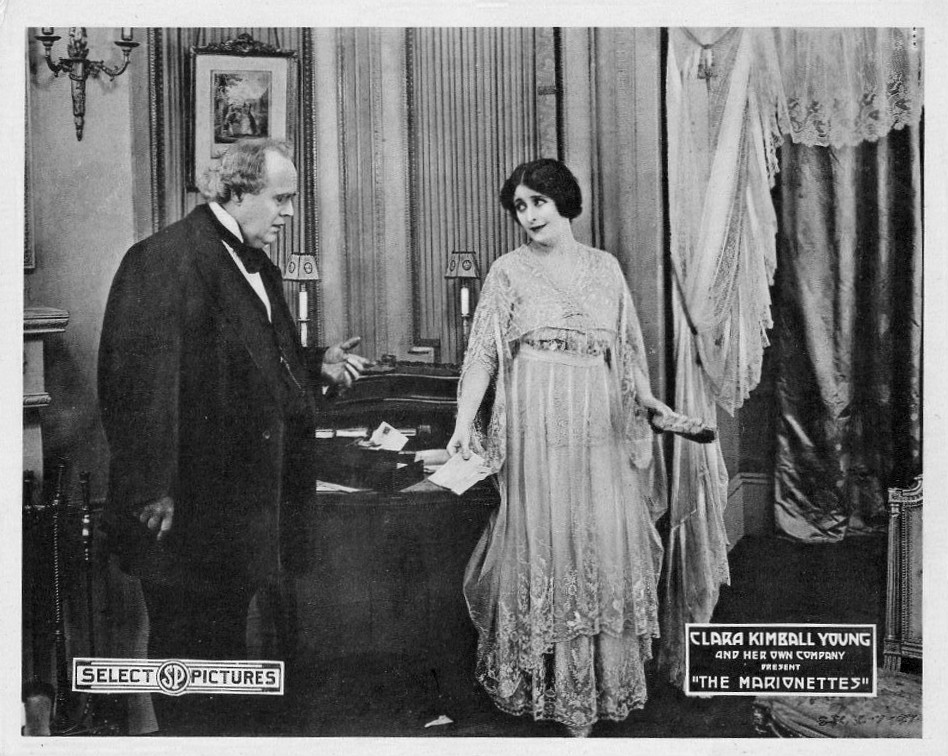
Edward Kimball i Clara Kimball Young en un fotograma de la pel·lícula

The Marionettes és una pel·lícula muda estrenada el gener de 1918 dirigida per Émile Chautard i protagonitzada per Clara Kimball Young i Nigel Barrie.

## Argument
Fernande de Ferney és una jove orfe que s'ha educat en un convent i que passa un estiu a casa del seu oncle, la casa del qual es veïna a la de la marquesa de Monclars. Roger, el fill de la marquesa ha contret multitud de deutes però la seva mare refusa pagar-los si es casa amb Fernande, la qual està molt enamorada d'ell. Un cop casats, Fernande continua actuant com una noia ingènua portant vestits senzills i sense fer cap esforç per ser la mestressa d'una casa de categoria. Aviat, Roger s'embolica en una aventura amb Madame de Jussy i passa molt poc temps a casa. Una nit, sentint-se desgraciada per l'abandonament del seu marit, va a un espectacle de marionetes privat que mostra com una esposa aconsegueix que el seu marit es torna a enamorar d'ella quan comença a coquetejar amb altres homes.
Inspirada per l'espectacle, Fernande compra les millors joies i vestits i comença una sèrie de coquetejos com si fos la dona més experimentada de la societat de Paris. L'estratègia té èxit, ja que en despertar-se-li la gelosia, s'enamora de Fernande. En un principi, ella el manté les distàncies però després l'acaba perdonant.

## Repartiment
- Clara Kimball Young (Fernande de Monclars)
- Nigel Barrie (Roger de Monclars)
- Alec B. Francis (Nizerolles)
- Florence Atkinson (Madame de Jussy)
- Helen Simpson (Madame de Valmont)
- Madeline Cadeux (Madame de Briey)
- Hazel Washburn (Baronne Durieu)
- Louise Bates (Sra. de Lancey)
- Carey Hastings (Julie)
- Corliss Giles (Pierre Vareine)
- Edward Kimball (Professor de Ferney)

## Producció
“The Marionettes” es una adaptació, feta per Anita Loos, de l'obra de teatre homònima de Pierre Wolff, que es va estrenar el 1911 a Broadway interpretada per Alla Nazimova. La pel·lícula va ser produïda per la productora de l'actriu principal, la Clara Kimball Young Film Corporation. Es va rodar als estudis de la Tanhouser acabant el rodatge els primers dies de gener per estrenar-se tot seguit. Al final del rodatge a Florence Atkinson se li va cremar la cabellera per culpa d'una llum d'alcohol patint cremades al cap, les espatlles i una mà. Per sort, el director va arribar a temps a temps d'apagar el foc impedint conseqüències molt més greus. Per altra banda, Nigel Barrie, l'actor principal es va enrolar a l'exèrcit de l'aire un cop acabada la pel·lícula. En el rodatge es va usar una reproducció exacta del dormitori de Clara Kimball Young. La pel·lícula va ser distribuïda per Select.  